# هدف انسانی
هدف انسانی (به انگلیسی: Human Target) نام سریال تلویزیونی می‌باشد که توسط شبکه فاکس در آمریکا پخش می‌شود. این فیلم بر اساس کمیک‌بوکی با همین نام ساخته شده است. سازندهٔ این سریال جاناتان ای.اشتین‌برگ می‌باشد. این سریال ابتدا در کانادا پخش شد. سپس برای اولین‌بار در ۱۷ ژانویه ۲۰۱۰ این سریال در آمریکا روی ایر رفت. از ۱۷ نوامبر ۲۰۱۰ پخش فصل دوم این سریال شروع شد. ساخت ادامهٔ این سریال در تاریخ ۱۰ مهٔ ۲۰۱۱ و پس از پایان فصل دوم، به صورت رسمی کنسل شد.

## خلاصه داستان
این سریال داستان زندگی شخصی به نام کریستوفر چنس(مارک ولی) را نشان می‌دهد که مأمور حفاظت شخصی است. او که آموزش دیده و بسیار باتجربه است در هر قسمت با کمک دوستان خود باید از جان شخصی حفاظت کند که جانش در خطر است. چنس با همکار تجاری‌اش (مدیر برنامه‌هایش) وینستون(شای مک‌براید) و گوئررو(جکی ارل هارلی) کار می‌کند. همچنین مشتری سابق ایلسا پوچی(ایندیرا وارما) و دزد باتجربه‌ای به نام ایمز (جنت مونتگومری) به گروهشان می‌پیوندند. چنس هربار جان خود را به خطر می‌اندازد تا بفهمد چه کسی پشت ماجراست. حتی برخی اوقات مدیر برنامه‌هایش (وینستون) هم نمی‌داند چه اتفاقی برای او خواهد افتاد.

## بازیگران

از چپ به راست:گوئررو، ایمز، کریستوفر چنس، ایلسا پوچی، وینستون

| نام بازیگر    | نقش                    | توضیحات                                                               |
| ------------- | ---------------------- | --------------------------------------------------------------------- |
| مارک ولی      | کریستوفر چنس           | محافظ شخصی که بسیار حرفه‌ای و باتجربه عمل می‌کند                        |
| شای مک‌براید   | کاراگاه (سابق) وینستون | مدیر برنامه‌های چنس                                                    |
| جکی ارل هالی  | گوئررو                 | یکی از دوستان سابق چنس که در مأموریت‌ها به تیم کمک می‌کند               |
| ایندیرا وارما | ایلسا پوچی             | یک مشتری سابق که سرمایه‌دار بزرگی است و تیم را از نظر مالی حمایت می‌کند |
| جنت مونتگومری | ایمز                   | دزد باتجربه و بامهارتی که طی جریان‌هایی به تیم می‌پیوندد                |

## تولید
در ۱۷ می ۲۰۰۹ فاکس اعلام کرد که سریال هدف انسانی در حال ساخته شدن است و به زودی پخش می‌شود. سریال در ونکوور کانادا فیلم‌برداری می‌شود.

در ۱۲ می ۲۰۱۰ اعلام شد که فصل دوم این سریال نیز ساخته خواهد شد.

## پخش
این سریال در ۱۵ ژانویه ۲۰۱۰ در کانادا از شبکه CTV پخش شد و در ۱۷ ژانویه ۲۰۱۰ شبکهٔ فاکس شروع به پخش این سریال کرد.

پخش فصل دوم این سریال از ۱۱ آوریل ۲۰۱۰ در کانادا شروع شد و قرار بود از ۲۴ سپتامبر ۲۰۱۰ در آمریکا شروع بشود، ولی به تأخیر افتاد و از ۱ اکتبر ۲۰۱۰ پخش فصل دوم در آمریکا شروع شد.